# Genki
Genki (japanska: 元亀?, genki), 23 april 1570–28 juli 1573, är en period i den japanska tideräkningen. Kejsare Ōgimachi regerade under denna period i brytpunkten mellan sengoku-eran och azuchi-eran. Genki, liksom föregående perioder, präglades av krig mellan konkurrerande daimyoer.

## Etymologi
Namnet på perioden är deriverat ur citat från Shi Jing, en av de så kallade  fem klassikerna i kinesisk litteratur samt ett verk av den kinesiske Liangdynastiprinsen Xiao Tong.